# Каменский, Гавриил Павлович
Гавриил Павлович Каменский (1824—1898) — русский экономист, агент министерства финансов в Лондоне.

## Биография
Из дворян малороссийского происхождения, известных со времён правления Петра Великого; сын управляющего Астраханским провиантским комиссионерством Петра Фёдоровича Каменского. Его старший брат — известный прозаик николаевской эпохи Павел Каменский.
Окончил Петербургский университет. С 1848 года состоял агентом русского министерства финансов в Лондоне; должность эту занимал до самой смерти. Был комиссаром русских отделов на международных выставках в Англии и делегатом на разных конференциях, касавшихся торговых сношений России с Англией и другими европейскими государствами. Помещал много статей в лондонской газете «Times» и в русских изданиях. Наиболее капитальное его исследование — «Финансовая политика Англии за 6 лет торийского правительства с 1887—1888 по 1892—1893 гг.» (СПб., 1895).
В 1872 году был заочно приговорен швейцарским судом к тюремному заключению за изготовление фальшивых ассигнацией.
Умер от перикардита в Лондоне 28 февраля (12 марта) 1898 года, похоронен рядом с женой на кладбище Кенсал-Грин.

## Семья

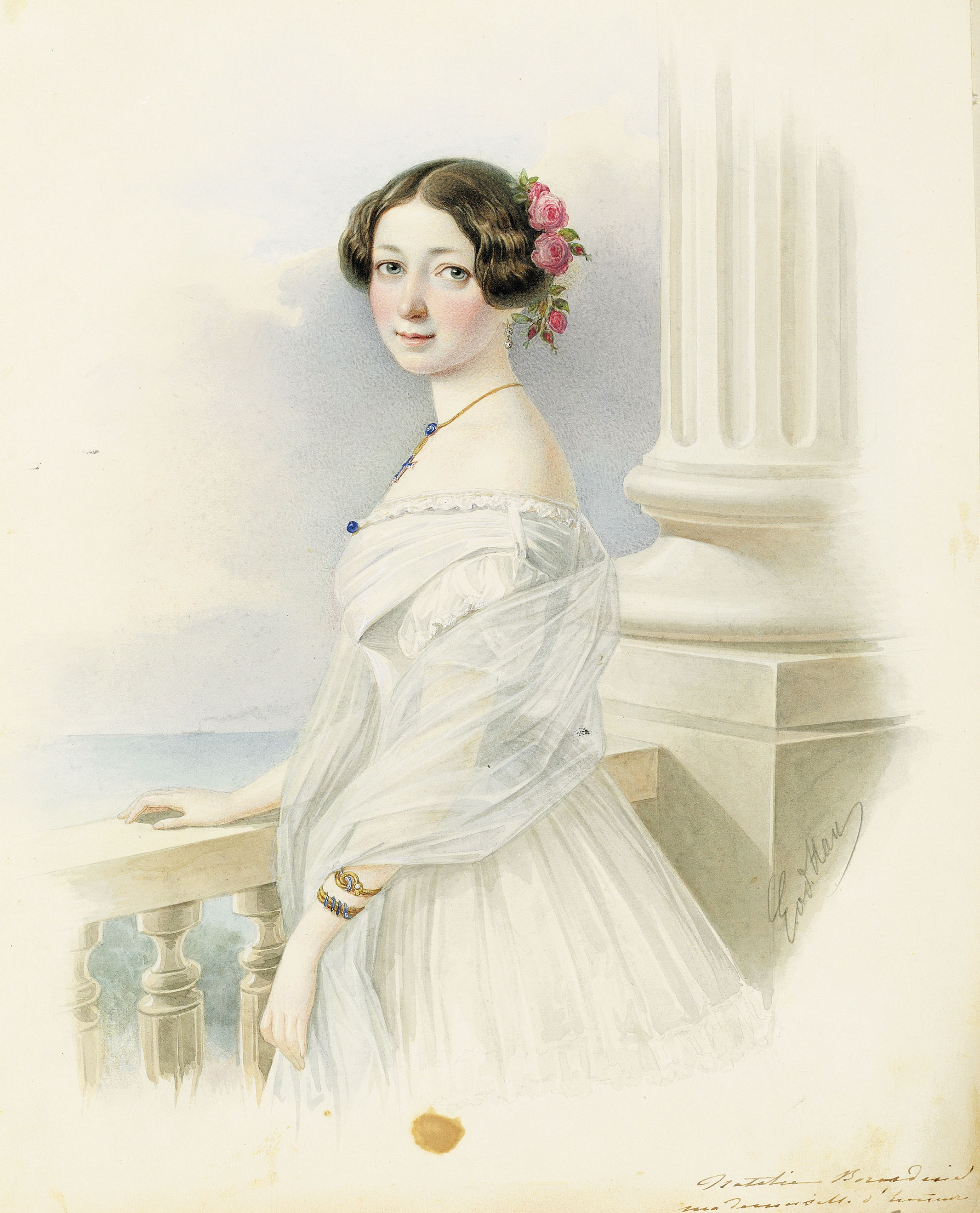
Наталья Николаевна Каменская, урождённая Бороздина
(акварель работы Эдуарда Гау, 1840-е годы)

Первая жена (с 1848 года) — Наталья Николаевна Бороздина (05.01.1817—29.05.1853), крещена 10 января 1817 года в Преображенском соборе при восприемстве дяди А. М. Бороздина и графини Н. А. Зубовой), дочь генерала Н. М. Бороздина; с 1835 года фрейлина великой княжны Ольги Николаевны, с 1846 года дежурная фрейлина императрицы; к ней некоторое время был неравнодушен юный великий князь Александр Николаевич. По отзыву современницы, была музыкальна, чистенькая и аккуратная, неуравновешенно веселая, уже смолоду она была старой девой и иногда докучала своим нравоучительным тоном. Ей было за тридцать, когда она влюбилась в профессора естественных наук Каменского и вышла за него замуж, чем привела в изумление всех друзей. Этот брак был неудачен. Каменский нашел плохо оплачиваемый пост корреспондента Министерства финансов в Лондоне, где они жили в очень тяжелых условиях, почти в нужде. Один за другим у них стали появляться дети. Скончалась от чахотки в Лондоне. Похоронена на кладбище Кенсал-Грин. Их дети: Николай (06.06.1849—?), Гавриил (27.10.1850—12.12.1850) и Александра (10.12.1851—?).
После смерти жены, 24 января 1855 года он женился вторично — на дочери английского купца Анне Гупер. В этом браке родились: Гавриил (27.08.1858—?), Фёдор (22.02.1860—?), Юрий (09.05.1862—?).

## Сочинения
- Новый опыт о богатстве народном / [Соч.] Гавриила Каменского, б. агента М-ва фин. в Лондоне. — Санкт-Петербург : тип. Гл. штаба е. и. вел. по воен.-учеб заведениям, 1856. — [4], VIII, 543 с.